# Borda (náutica)
A borda em náutica, é o limite superior do costado, que pode terminar a nível do convés  se possui uma balaustrada ou elevar-se constituindo a borda falsa.